# Mirosławice
Mirosławice [pronunciación en polaco: /mirɔswaˈvit͡sɛ/] es un pueblo en el distrito administrativo de Gmina Strzelno, dentro del condado de Mogilno, Voivodato de Cuyavia y Pomerania, en el centro-norte de Polonia.